# Finale della UEFA Champions League 2017-2018
La finale della 63ª edizione della Champions League si è disputata sabato 26 maggio 2018 allo Stadio Olimpico di Kiev tra gli spagnoli del Real Madrid e gli inglesi del Liverpool. Le due squadre tornano ad affrontarsi nella finale della competizione a distanza di trentasette anni (il precedente risale alla Coppa dei Campioni 1980-1981, con vittoria della squadra inglese per 1-0).

## Le squadre
| Squadre     | Partecipazioni precedenti (il grassetto indica la vittoria)                                   |
| ----------- | --------------------------------------------------------------------------------------------- |
| Real Madrid | 15 (1956, 1957, 1958, 1959, 1960, 1962, 1964, 1966, 1981, 1998, 2000, 2002, 2014, 2016, 2017) |
| Liverpool   | 7 (1977, 1978, 1981, 1984, 1985, 2005, 2007)                                                  |

## Il cammino verso la finale
Il Real Madrid di Zinédine Zidane, due volte campione uscente, è inserito nel gruppo H con Borussia Dortmund, Tottenham e APOEL. Con tredici punti, frutto di quattro vittorie, un pari e una sconfitta, le Merengues si qualificano agli ottavi, classificandosi secondi nel girone. Negli ottavi incontrano i francesi del Paris Saint-Germain, battuti sia all'andata in casa che al ritorno in trasferta per un risultato complessivo di 5-2. Nei quarti vengono sorteggiati gli italiani della Juventus, in una rievocazione della finale dello scorso anno. L'andata a Torino si conclude con la vittoria dei Blancos per 3-0 grazie anche ad un grande gol in rovesciata di Cristiano Ronaldo, mentre il ritorno a Madrid vede la vittoria ininfluente dei Bianconeri per 3-1. A salvare i Blancos sullo 0-3 è un calcio di rigore segnato dallo stesso Ronaldo in pieno recupero. In semifinale viene sorteggiato il Bayern Monaco, che, dopo aver perso all'Allianz Arena per 2-1, pareggia 2-2 la gara di ritorno al Bernabéu grazie alla doppietta di Benzema, il cui secondo goal ad inizio ripresa è favorito da un clamoroso errore di Ulreich, il portiere dei bavaresi. I madrileni giungono in finale forti di aver eliminato PSG, Juventus e Bayern e con Cristiano Ronaldo capocannoniere a quindici goal, anche se a secco nelle due semifinali.
Il Liverpool di Jürgen Klopp inizia la rincorsa al titolo dai playoff dove batte l'Hoffenheim 2-1 fuori casa e 4-2 al ritorno. La squadra di Klopp torna a giocare la Champions League dopo tre anni e viene inserita nel gruppo E insieme a Siviglia, Spartak Mosca e Maribor. All'esordio arriva il 2-2 con il Siviglia, cui segue l'1-1 di Mosca, ma, con dodici punti, frutto di tre vittorie e tre pareggi, il Liverpool si qualifica al primo posto nel girone. Inoltre, gli inglesi battono 7-0 gli sloveni e i russi. Agli ottavi di finale vengono sorteggiati i portoghesi del Porto, battuti in trasferta per 5-0. Il ritorno a Liverpool si è invece concluso a reti inviolate. Ai sorteggi dei quarti a Nyon il Liverpool viene accoppiato ai conterranei del Manchester City, dominatore della Premier League allenato da Guardiola. Il Liverpool elimina il Manchester con un risultato complessivo di 5-1 (3-0 e 2-1, con alcune proteste per due reti annullate al Manchester). In semifinale il Liverpool affronta gli italiani della Roma, capaci di eliminare ai quarti il Barcellona rimontando il 4-1 subito al Camp Nou: i Reds sconfiggono i capitolini per 5-2 ad Anfield, mentre il retour match all'Olimpico termina 4-2 per la Roma, che sfiora una nuova rimonta dopo aver segnato due goal negli ultimi minuti. Il risultato finale di 7-6 permette al Liverpool di ritornare in finale a distanza di undici anni.

### Tabella riassuntiva del percorso
Note: In ogni risultato sottostante, il punteggio della finalista è menzionato per primo. (C: Casa; T: Trasferta)
| Squadra           | Pt | G |
| ----------------- | -- | - |
| Tottenham         | 16 | 6 |
| Real Madrid       | 13 | 6 |
| Borussia Dortmund | 2  | 6 |
| APOEL             | 2  | 6 |

| Squadra       | Pt | G |
| ------------- | -- | - |
| Liverpool     | 12 | 6 |
| Siviglia      | 9  | 6 |
| Spartak Mosca | 6  | 6 |
| Maribor       | 3  | 6 |

## Contesto
Allo Stadio Olimpico di Kiev va in scena la finale tra i campioni in carica del Real Madrid, alla terza presenza consecutiva nell'atto conclusivo della competizione, nonché sedicesima complessiva, e il Liverpool, all'ottava finale dopo l'ultima persa nel 2007. L'allenatore degli spagnoli, Zidane, schiera la squadra col 4-3-1-2: davanti al portiere Navas, la linea difensiva a quattro è composta da Carvajal e Marcelo come terzini e dal capitano Ramos e Varane come difensori centrali. In mediana Casemiro è supportato da Kroos e Modrić, mentre Isco è il trequartista dietro alle due punte Benzema e Cristiano Ronaldo, quest'ultimo capocannoniere del torneo. Il tecnico degli inglesi, Klopp, opta invece per il 4-3-3: davanti a Karius, la retroguardia è costituita da Alexander-Arnold e Robertson come terzini e da Lovren e van Dijk come difensori centrali. In mediana il capitano Henderson è affiancato da Milner e Wijnaldum, mentre il tridente offensivo è formato da Salah, Mané e Firmino.

## La partita

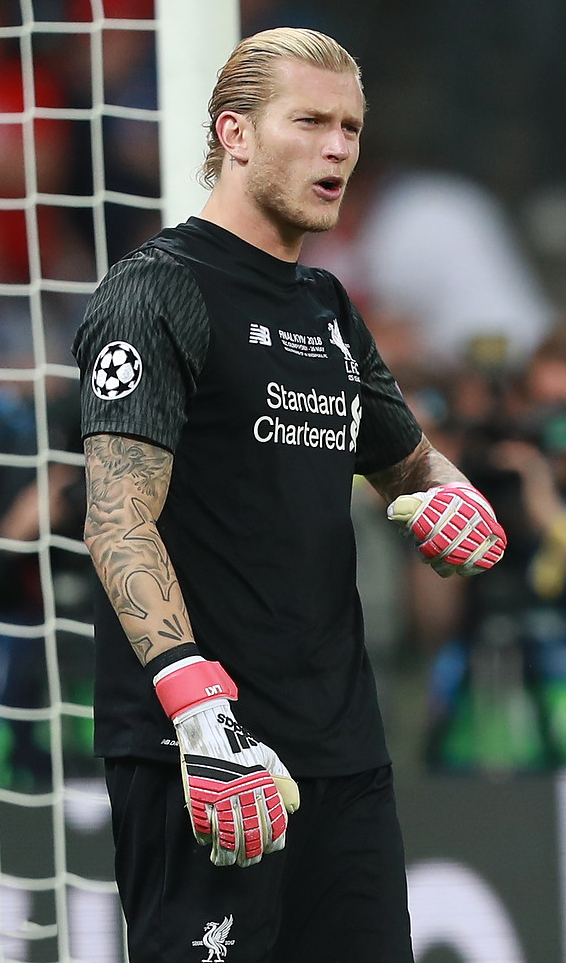
Karius, portiere del Liverpool

Il calcio d'inizio è affidato al Liverpool, che inizia subito a spingersi in avanti alla ricerca del gol. Al minuto 23 un tiro basso di Alexander-Arnold passa sotto le gambe del difensore e quasi beffa Navas, che riesce però a parare. Circa due minuti dopo la partita viene interrotta dallo scontro tra Ramos e Salah, con quest'ultimo costretto ad abbandonare il campo in seguito a un infortunio alla spalla. L'egiziano viene sostituito da Lallana. Al minuto 37 un altro infortunio estromette dalla partita il terzino del Real, Carvajal, che viene sostituito da Nacho. Il primo tempo finisce 0-0, con l'attaccante dei blancos, Benzema, che si vede annullare la rete del vantaggio per fuorigioco. All'intervallo le statistiche vedono il Real in vantaggio nel possesso palla, con il Liverpool che però ha avuto un maggior numero di occasioni da rete
La ripresa ha inizio con il tiro di Isco che si stampa sulla traversa. Al minuto 51 un passaggio del portiere Karius colpisce l'avversario Benzema, con la palla che termina in rete, portando avanti il Real Madrid. L'1-0 dura però solo quattro minuti, perché al minuto 55, sugli sviluppi di un calcio d'angolo, Lovren prolunga di testa per Mané, che insacca il gol del pareggio. Al minuto 61 Zidane gioca il secondo cambio a sua disposizione, mandando in campo Bale al posto di Isco, ed è proprio il giocatore gallese a riportare avanti il Real con un gol in rovesciata al 64'. Il Liverpool reagisce immediatamente alla rete subìta e spinge in avanti alla ricerca di nuovo pareggio, colpendo un palo con Manè. La partita va avanti senza particolari scossoni e, al minuto 83, Bale sigla il definitivo 3-1 e la sua personale doppietta con un tiro da 37 metri che non viene trattenuto da Karius. Al minuto 93, Cristiano Ronaldo ha la possibilità di segnare il quarto gol, ma la sua azione personale viene interrotta da un invasore di campo, subito trascinato fuori dagli steward addetti alla sicurezza. Gli spagnoli vincono dunque il trofeo per la terza volta consecutiva, incrementando il record di successi nella manifestazione, arrivando a quota tredici.

## Tabellino
| Arbitro: | Milorad Mažić |

|                           |           |          |
| Benzema 51’ Bale 64’, 83’ | Marcatori | 55’ Mané |

| Real Madrid | Liverpool |

| P               | 1  | Keylor Navas      |     |
| D               | 2  | Daniel Carvajal   | 37’ |
| D               | 5  | Raphaël Varane    |     |
| D               | 4  | Sergio Ramos      |     |
| D               | 12 | Marcelo           |     |
| C               | 10 | Luka Modrić       |     |
| C               | 14 | Casemiro          |     |
| C               | 8  | Toni Kroos        |     |
| C               | 22 | Isco              | 61’ |
| A               | 9  | Karim Benzema     | 89’ |
| A               | 7  | Cristiano Ronaldo |     |
| A disposizione: |    |                   |     |
| P               | 13 | Kiko Casilla      |     |
| D               | 6  | Nacho             | 37’ |
| D               | 15 | Theo Hernández    |     |
| C               | 20 | Marco Asensio     | 89’ |
| C               | 23 | Mateo Kovačić     |     |
| A               | 11 | Gareth Bale       | 61’ |
| A               | 17 | Lucas Vázquez     |     |
| Allenatore:     |    |                   |     |
| Zinédine Zidane |    |                   |     |

| P               | 1  | Loris Karius           |     |     |
| D               | 66 | Trent Alexander-Arnold |     |     |
| D               | 6  | Dejan Lovren           |     |     |
| D               | 4  | Virgil van Dijk        |     |     |
| D               | 26 | Andrew Robertson       |     |     |
| C               | 7  | James Milner           |     | 83’ |
| C               | 14 | Jordan Henderson       |     |     |
| C               | 5  | Georginio Wijnaldum    |     |     |
| A               | 11 | Mohamed Salah          |     | 31’ |
| A               | 9  | Roberto Firmino        |     |     |
| A               | 19 | Sadio Mané             | 82’ |     |
| A disposizione: |    |                        |     |     |
| P               | 22 | Simon Mignolet         |     |     |
| D               | 2  | Nathaniel Clyne        |     |     |
| D               | 17 | Ragnar Klavan          |     |     |
| D               | 18 | Alberto Moreno         |     |     |
| C               | 20 | Adam Lallana           |     | 31’ |
| C               | 23 | Emre Can               |     | 83’ |
| A               | 29 | Dominic Solanke        |     |     |
| Allenatore:     |    |                        |     |     |
| Jürgen Klopp    |    |                        |     |     |

## Statistiche e record
Il Real Madrid si aggiudica il trofeo per la tredicesima volta, la terza consecutiva, la quarta negli ultimi cinque anni, ed eguaglia Bayern Monaco e Ajax. Zidane diventa il primo allenatore a vincere tre Coppe dei Campioni/Champions League consecutive. Cristiano Ronaldo diventa il primo calciatore a vincere per cinque volte la UEFA Champions League, superando il record di Clarence Seedorf e Andrès Iniesta.
Gareth Bale è il primo giocatore a segnare una doppietta in una finale di Champions League da subentrato e successivamente viene nominato MVP.